# Gottfried Eule
Gottfried Eule (* 1754 in Dresden; † 26. Juni 1826 in Eppendorf) war ein deutscher Theaterschauspieler, Sänger  (Bass), Komiker und Intendant.

## Leben
Er debütierte 1774, trat 1778 am mecklenburg-strelitzschen Hoftheater, in „Hülfs- und Nebenrollen“ auf, ließ sich im folgenden Jahr bei der Kessel’schen Gesellschaft, die erst Schleswig-Holstein, 1780 Hannover, Hildesheim, Clausthal und die Gegenden am Harz bereiste, anwerben und lernte bei ihr Marianne Baumann kennen, mit der er sich 1780 vermählte. Am 13. November 1781 debütierte er in Hamburg und gehörte dem dortigen Theater bis 1811 an, in welchem Jahre er sich und seine Gattin pensionieren ließ. 
Eule war ein guter Buffo und ganz vortrefflicher Komiker, den das Hamburger Publikum zu seinen Lieblingen zählte. Als „Schlosser“ in der „Liebe unter Handwerkern“, als „Figaro“ im „Barbier von Sevilla“, „Himmelssturm“ im „Deserteur“, „Titan“ in „Schönheit und Tugend“ soll er das beste geleistet haben. In einem ungünstigen Lichte zeigt sich Eule dagegen als Intendant des Hamburger Theaters, das er von 1798 bis 1802 im Verein mit Lahrs, Langerhans, Stegmann und Herzfeld, von 1802 bis 1811 im Verein mit den letztern zwei, leitete.
Sein Sohn war der Musikdirektor Karl Eule.